# Савчук Анатолій Карпович
Анатолій Карпович Савчук (нар. 1 січня 1950) — колишній радянський футболіст, що виступав на позиції нападника і півзахисника. Відомий за виступами за луцьку команду класу «Б» та другої ліги, яка у різний час мала назви «Волинь». Після завершення ігрової кар'єри — футбольний арбітр, пізніше делегат ФФУ та директор матчу.

## Клубна кар'єра
Анатолій Савчук розпочав виступи у командах майстрів у 1967 році у луцькій «Волині», що виступала у тодішньому класі Б. Наступного року молодого футболіста призвали на строкову службу до Радянської Армії, проходив службу в аматорській команді ЛВВПУ. У 1971 році Савчук продовжив виступи у складі луцького клубу вже в другій лізі СРСР. Після переходу луцької команди в підпорядкування армійським спортивним структурам продовжив виступи в Луцьку в команді під назвою СК «Луцьк». У 1977 році після відновлення профспілкової команди в Луцьку під назвою «Торпедо» протягом року виступав у складі команди, одночасно виконуюючи обов'язки граючого тренера.
 Після сезону 1977 року Анатолій Савчук завершив кар'єру футболіста.

## Суддівська кар'єра
У 1987 році Анатолій Савчук розпочав кар'єру футбольного арбітра. Першим проведеним матчем для Анатолія Савчука став матч другої ліги між кіровоградською «Зіркою» та миколаївським «Суднобудівником». Усього Савчук провів як головний арбітр 41 матч, із них 13 у другій лізі СРСР, 26 у першій українській лізі та 2 у другій українській лізі, 70 матчів як асистента головного арбітра. Після закінчення кар'єри арбітра працює делегатом ФФУ на футбольних матчах та директором матчу від ФФУ.